# Budhni
Budhni is een nagar panchayat (plaats) in het district Sehore van de Indiase staat Madhya Pradesh. 

## Demografie
Volgens de Indiase volkstelling van 2001 wonen er 13.862 mensen in Budhni, waarvan 55% mannelijk en 45% vrouwelijk is. De plaats heeft een alfabetiseringsgraad van 71%. 